# DJ F.R.A.N.K.
DJ F.R.A.N.K. (* 1978 als Frank van Herwegen) ist ein belgischer DJ und Produzent. Er benutzt noch den Alias-Namen Fend.

## Leben und Karriere
Bereits im Alter von vier Jahren wusste Frank, dass er Musiker werden will. Er bekam seine erste Gitarre geschenkt und spielte Songs von The Rubettes aber auch als Playbacksänger hat er sich versucht.
Er begann sich Platten zu kaufen und um sich dieses Hobby finanzieren zu können, hat er kleinere Jobs erledigt wie Autos zu waschen oder als Zeitungsjunge. Im Alter von 16 Jahren lernte er auf seiner Geburtstagsparty einen DJ kennen, der ihm in Antwerpen einen Job als Schallplattenverkäufer anbot. Er war dort vier Jahre beschäftigt.
Im Jahr 1995 hat er mit seinem besten DJ-Kollegen AJ Duncan einen eigenen DJ-Store eröffnet.
Seit 1999 legt er in seinem Stammclub Highstreet Club auf.
Seinen europaweiten Durchbruch feiert er im Sommer 2006 mit dem Kollaborationstitel „My Arms Keep Missing You“, das er zusammen mit Danzel eingespielt hat.

## Diskografie

### Alben
| Jahr | Titel     | Höchstplatzierung, Gesamtwochen, AuszeichnungChartplatzierungen (Jahr, Titel, Platzierungen, Wochen, Auszeichnungen, Anmerkungen) | Höchstplatzierung, Gesamtwochen, AuszeichnungChartplatzierungen (Jahr, Titel, Platzierungen, Wochen, Auszeichnungen, Anmerkungen) | Höchstplatzierung, Gesamtwochen, AuszeichnungChartplatzierungen (Jahr, Titel, Platzierungen, Wochen, Auszeichnungen, Anmerkungen) | Anmerkungen                      |
| Jahr | Titel     | BEF | BEW | FR | Anmerkungen                      |
| ---- | --------- | --- | --- | --- | -------------------------------- |
| 2018 | Collected | BEF68 (2 Wo.)BEF | BEW175 (1 Wo.)BEW | — | Erstveröffentlichung: April 2006 |

### Singles
| Jahr | Titel Album                  | Höchstplatzierung, Gesamtwochen, AuszeichnungChartplatzierungen (Jahr, Titel, Album, Platzierungen, Wochen, Auszeichnungen, Anmerkungen) | Höchstplatzierung, Gesamtwochen, AuszeichnungChartplatzierungen (Jahr, Titel, Album, Platzierungen, Wochen, Auszeichnungen, Anmerkungen) | Höchstplatzierung, Gesamtwochen, AuszeichnungChartplatzierungen (Jahr, Titel, Album, Platzierungen, Wochen, Auszeichnungen, Anmerkungen) | Anmerkungen                                                   |
| Jahr | Titel Album                  | BEF | BEW | FR | Anmerkungen                                                   |
| ---- | ---------------------------- | --- | --- | --- | ------------------------------------------------------------- |
| 1999 | Dinner –                     | — | — | FR52 (12 Wo.)FR | Erstveröffentlichung: 1999 als DJ Frank                       |
| 1999 | Story –                      | — | — | FR48 (8 Wo.)FR | Erstveröffentlichung: Dezember 1999 als DJ Frank              |
| 2004 | Nu Nu –                      | BEF5 (15 Wo.)BEF | — | — | Erstveröffentlichung: Juni 2004 feat. Vick Krishna            |
| 2010 | Discotex! (Yah!) –           | BEF1 Platin · (19 Wo.)BEF | BEW5 (19 Wo.)BEW | FR89 (1 Wo.)FR | Erstveröffentlichung: 27. Dezember 2010                       |
| 2011 | Put The Light On The Lady –  | BEF16 (9 Wo.)BEF | BEW41 (4 Wo.)BEW | — | Erstveröffentlichung: 27. Juni 2011 feat. Michael Housten     |
| 2011 | It’s Like That! –            | BEF36 (3 Wo.)BEF | — | — | Erstveröffentlichung: 7. November 2011                        |
| 2012 | Blu Sky Holiday –            | BEF46 (2 Wo.)BEF | — | — | Erstveröffentlichung: 25. Juni 2012 feat. Craig Smart         |
| 2013 | Yes You Run! –               | BEF24 (9 Wo.)BEF | — | — | Erstveröffentlichung: 7. Januar 2013 feat. Miss Autumn Leaves |
| 2013 | Burning It Up –              | BEF26 (5 Wo.)BEF | — | — | Erstveröffentlichung: Juni 2013 feat. Craig Smart & Tom-E     |
| 2013 | From the Left to the Right – | BEF36 (3 Wo.)BEF | — | — | Erstveröffentlichung: 5. Juli 2013                            |
| 2014 | Salvation –                  | BEF35 (6 Wo.)BEF | — | — | Erstveröffentlichung: 15. Dezember 2014 feat. Jessy           |

### Als Gastmusiker
| Jahr | Titel Album                       | Höchstplatzierung, Gesamtwochen, AuszeichnungChartplatzierungen (Jahr, Titel, Album, Platzierungen, Wochen, Auszeichnungen, Anmerkungen) | Höchstplatzierung, Gesamtwochen, AuszeichnungChartplatzierungen (Jahr, Titel, Album, Platzierungen, Wochen, Auszeichnungen, Anmerkungen) | Höchstplatzierung, Gesamtwochen, AuszeichnungChartplatzierungen (Jahr, Titel, Album, Platzierungen, Wochen, Auszeichnungen, Anmerkungen) | Anmerkungen                                                 |
| Jahr | Titel Album                       | BEF | BEW | FR | Anmerkungen                                                 |
| ---- | --------------------------------- | --- | --- | --- | ----------------------------------------------------------- |
| 2005 | In da Club –                      | BEF13 (13 Wo.)BEF | — | FR57 (10 Wo.)FR | Erstveröffentlichung: Februar 2005 Cüva feat. DJ F.R.A.N.K. |
| 2005 | Anybody Out There? –              | BEF25 (3 Wo.)BEF | — | — | Erstveröffentlichung: Juni 2005 Cüva feat. DJ F.R.A.N.K.    |
| 2006 | My Arms Keep Missing You Unlocked | BEF15 (10 Wo.)BEF | — | — | Erstveröffentlichung: April 2006 Danzel vs. DJ F.R.A.N.K.   |